# Podpredsednik Vlade Republike Slovenije
Podpredsednik vlade Republike Slovenije je položaj v Vladi Republike Slovenije, ki navadno pripada predsednikom koalicijskih strank, ki so tudi ministri. Imenuje jih Vlada Republike Slovenije na predlog predsednika vlade. Podpredsednik lahko premierja nadomešča pri vodenju vlade in predstavljanju le-te v času njegove odsotnosti, ne more pa imenovati in razreševati ministrov oz. odločati o razpustitvi vlade.

## Seznam

#### 12. vlada Republike Slovenije
- Karl Erjavec
- Boris Koprivnikar
- Dejan Židan

#### 13. vlada Republike Slovenije
- Miro Cerar
- Jernej Pikalo
- Alenka Bratušek
- Karl Erjavec

#### 14. vlada Republike Slovenije
- Zdravko Počivalšek (13. marec 2020–1. junij 2022)
- Matej Tonin (13. marec 2020–1. junij 2022)
- Aleksandra Pivec (13. marec 2020–15. oktober 2020)

#### 15. vlada Republike Slovenije
- Tanja Fajon (1. junij 2022–danes)
- Luka Mesec (1. junij 2022–danes)
- Danijel Bešič Loredan (1. junij 2022–7. julij 2023)
- Klemen Boštjančič (23. januar 2024–danes)
- Matej Arčon (14. marec 2024–danes)